# José María Novoa López
José María Vásquez de Novoa López de Artigas (* 1793 - † 1853). Hijo de don Vicente Vásquez de Novoa Rey y doña Felisa López de Artigas. Contrajo matrimonio con Dolores Arteaga Caldera, con quien tuvo cinco hijos. Tenía 17 años cuando abrazó la causa emancipadora y fue miembro del Ejército Patriota, cercano a Bernardo O'Higgins. Educado en Leyes, graduándose de abogado de la Real Universidad de San Felipe, en 1824.
Fue decidido partidario del general Ramón Freire, su consejero y hombre de confianza. Tuvo estrechas relaciones con los caudillos del Perú. En 1823 intervino en una conspiración y salvó milagrosamente con vida. Después pasó a Ecuador y participó en la independencia de ese país y retornó a Chile en 1824.

## Actividades Políticas
- Senador representante del Ejército (1822-1823)
- Senador representante del Ejército (1824-1825)
- Vicepresidente del Senado (1825)
- Ministro de Guerra y Marina (1825-1826).

| Predecesor: Bartolomé Mujica | Ministro de Guerra y Marina 1825-1826 | Sucesor: Tomás Obejero |